# Alba Adriatica
Alba Adriatica é uma comuna italiana da região dos Abruzos, província de Teramo, com cerca de 10.374 habitantes. Estende-se por uma área de 9 km², tendo uma densidade populacional de 1153 hab/km². Faz fronteira com Colonnella, Corropoli, Martinsicuro, Tortoreto.

## Demografia
| Variação demográfica do município entre 1861 e 2011                               |
|                                                                                   |
| Fonte: Istituto Nazionale di Statistica (ISTAT) - Elaboração gráfica da Wikipedia |